# Acokanthera schimperi
Espèce
Classification phylogénétique
Acokanthera schimperi est une espèce de plantes à fleurs de la famille des Apocynaceae. C'est un arbuste originaire d'Afrique de l'Est et du Yémen.

## Utilisation
La plante contient de l'ouabaïne, un glycoside cardiotonique. Elle est utilisée par les populations locales pour empoisonner les pointes de flèches. Son fruit serait comestible.

## Synonymes
- Acokanthera abyssinica K.Schum. nom. illeg.[1]
- Acokanthera deflersii Schweinf. ex Lewin
- Acokanthera friesiorum Markgr.
- Acokanthera ouabaio Cathelineau ex Lewin
- Acokanthera schimperi (A.DC.) Benth. & Hook. f.
- Arduina schimperi (A.DC.) Baill.
- Carissa deflersii (Schweinf. ex Lewin) Pichon
- Carissa friesiorum (Markgr.) Cufod.
- Carissa inepta Perrot & Vogt
- Carissa schimperi A.DC.